# Cupid (måne)
Cupid er en af planeten Uranus' måner. Den blev opdaget den 25. august 2003 af Mark R. Showalter og Jack J. Lissauer ved hjælp af Hubble-teleskopet, og fik lige efter opdagelsen den midlertidige betegnelse S/2003 U 2.
Med en anslået diameter på blot 18 km er Cupin den mindste af Uranus' indre satellitter. Den beskedne størrelse og månens mørke overflade betød, at månen ikke blev opdaget, da Voyager 2 passerede Uranus i 1986. 
| Astronomi | Spire Denne artikel om astronomi er en spire som bør udbygges. Du er velkommen til at hjælpe Wikipedia ved at udvide den. |